# Halcyon (geslacht)
Halcyon is een geslacht van vogels uit de familie van de ijsvogels (Alcedinidae). De wetenschappelijke naam van het geslacht is voor het eerst geldig gepubliceerd in 1821 door William Swainson.

## Kenmerken
Soorten uit dit geslacht zijn grote tot middelgrote ijsvogels met forse snavels. 

## Leefwijze
Hun manier van foerageren bestaat uit "rustig wachten en dan toeslaan" waarbij hun prooien bestaan uit grote insecten, knaagdieren, slangen en kikkers.

## Verspreiding en leefgebied
De meeste soorten uit dit geslacht komen voor in Afrika ten zuiden van de Sahara en een paar soorten in het zuiden van Azië. Het zijn vogels van bebost gebied.

## Naamgeving
De naam Halcyon is ontleend aan de figuur Alkyone (Oudgrieks Ἁλκυών) uit de Griekse mythologie.

## Soorten
De volgende soorten zijn bij het geslacht ingedeeld:
- Halcyon coromanda – Rosse ijsvogel
- Halcyon smyrnensis – Smyrna-ijsvogel
- Halcyon gularis – Bruinborstijsvogel
- Halcyon cyanoventris – Javaanse ijsvogel
- Halcyon badia – Witkeelijsvogel
- Halcyon pileata  – Zwartkapijsvogel
- Halcyon leucocephala – Grijskopijsvogel
- Halcyon albiventris – Bruinkapijsvogel
- Halcyon chelicuti – Gestreepte ijsvogel
- Halcyon malimbica – Teugelijsvogel
- Halcyon senegalensis – Senegalijsvogel
- Halcyon senegaloides – Mangrove-ijsvogel